# Từ Nghệ Dương
Từ Nghệ Dương (tiếng Trung: 徐艺洋, bính âm: Xú yìyáng, tiếng Hàn: 쉬이양; sinh ngày 12 tháng 9 năm 1997) là một ca sĩ nhạc pop, vũ công, diễn viên người Trung Quốc, từng là thành viên của nhóm nhạc LEGAL HIGH.

## Sự nghiệp
Ngày 19 tháng 9 năm 2016, Từ Nghệ Dương xuất hiện trên chương trình "MY SMT", được giới thiệu với tư cách là thực tập sinh chính thức (thuộc hệ thống SMROOKIES) của SM Entertainment tại Hàn Quốc.
Tháng 8 năm 2018, Từ Nghệ Dương lần đầu cập nhật weibo chính thức, tuyên bố cô đã rời khỏi SM Entertainment, trở về Trung Quốc, và đến tháng 9 giai nhập L.TAO Entertainment. Ngày 21 tháng 10, Từ Nghệ Dương xuất hiện trong chương trình "Trung Quốc Mộng Chi Thanh - Trạm kế tiếp truyền kỳ", cuối cùng thành công đạt được tư cách ra mắt và phát hành ca khúc chủ đề cùng tên với chương trình "Trạm kế tiếp truyền kỳ", hoạt động dưới tên nhóm LEGAL HIGH.
Ngày 3 tháng 1 năm 2019, đĩa đơn đầu tiên "Này" của nhóm LEGAL HIGH được phát hành cùng với chương trình "Trung Quốc Mộng Chi Thanh - Trạm Kế Tiếp Truyền Kỳ". Vào ngày 28 tháng 2, đĩa đơn thứ hai "Tâm Tinh" được phát hành. Ngày 25 tháng 3, cô tham dự "Đông Dương Phong Thần Bảng" lần thứ 26 cùng nhóm LEGAL HIGH và giành giải "Người mới xuất sắc nhất". Ngày 12 tháng 10, tham gia vào chương trình giải trí "Trò chơi Siêu Tân Tinh mùa 2" của Tencent Video.
Vào tháng 3 năm 2020, Từ Nghệ Dương tham gia chương trình "Sáng tạo doanh 2020" của Tencent Video, cuối cùng giành được vị trí thứ 8 chung cuộc. Ngày 16 tháng 7, cô đã phát hành đĩa đơn "Lắng Nghe", đây là đĩa đơn cá nhân đầu tiên của cô, đánh dấu bắt đầu hoạt động solo của mình.
Vào tháng 9, tham gia chương trình tạp kỹ "Đây chính là Slamdunk 3" của Youku. Vào ngày 29 tháng 9, phát hành đĩa đơn "OMG" nằm trong kế hoạch đặc biệt "Như Sơ Chi Quang" của Tencent Music. Vào ngày 10 tháng 12, cô đã giành được giải thưởng "Người mới của năm"  tại Lễ trao giải MAHB (Esquire Man At His Best). Ngày 18 tháng 12, cô cùng với Trần Hựu Duy góp mặt trong bộ phim "Thời gian và em biệt lai vô dạng", bộ phim được lên sóng trên IQIYI vào ngày 26 tháng 7 năm 2021.
Ngày 8 tháng 1 năm 2021, phát hành mini album solo đầu tiên "Sẽ còn gặp lại không", đây sẽ là album đầu tay của cô với tư cách là một ca sĩ solo. Vào tháng 3, tham gia chương trình tạp kỹ "Thanh âm trời ban mùa 2" của Chiết Giang TV và chương trình tạp kỹ "Ngày ngày tiến lên" của Hồ Nam TV. Ngày 24 tháng 6, phát hành album cổ trang "Hoa Yên Diệt". Ngày 17 tháng 7, phát hành đĩa đơn "Dư Sinh Hữu Hạnh" cũng là ca khúc của bộ phim "Tình yêu dành cho em rất đẹp".

## Đời tư
Ngày 14 tháng 7 năm 2024, Hoàng Tử Thao và Từ Nghệ Dương đã xác nhận thông tin hẹn hò trên mạng xã hội. Trước khi cả hai công khai yêu đương,  Hoàng Tử Thao và Từ Nghệ Dương từng dính tin đồn hẹn hò vào năm 2020.

## Danh sách phim
| Năm            | Tựa đề                           | Tựa đề tiếng Trung | Vai         | Bạn diễn     | Ghi chú   |
| -------------- | -------------------------------- | ------------------ | ----------- | ------------ | --------- |
| 2020           | Thừa Phong Thiếu Niên            | 乘风少年           | Hứa Tinh    |              | vai phụ   |
| 2021           | Trường dạy nghề Nam Tường        | 男翔技校           | Tiểu Manh   |              | khách mời |
| 2021           | Thời gian và em biệt lai vô dạng | 时光与你别来无恙   | Trình Phùng | Trần Hựu Duy | vai chính |
| chưa phát sóng | Diệu Ngẫu Thiên Thành            | 妙偶天成           | Sơ Hà       |              | vai phụ   |

## Tác phẩm âm nhạc

### LEGAL HIGH
| Thời gian phát hành | Tên bài hát | Tựa đề tiếng Trung | MV | Ghi chú |
| ------------------- | ----------- | ------------------ | -- | ------- |
| 3 tháng 1 năm 2019  | Này         | 嗨                 |    |         |
| 28 tháng 2 năm 2019 | Tâm Tinh    | 心星               |    |         |

### SOLO

#### Mini Album
| #   | Thông tin album | Ca khúc | Ghi chú                                  |
| --- | --- | --- | ---------------------------------------- |
| 1st | Sẽ gặp lại không - 会不会再见 (Gravity) - Ngày phát hành: 8 tháng 1, 2021 - Ngôn ngữ: tiếng Quan thoại - Công ty: Giải trí Long Thao - Hình thức: Album kỹ thuật số | 1. Pierrot 2. Sẽ gặp lại không (會不會再見) 3. Super Power 4. Pierrot (nhạc đệm) 5. Sẽ gặp lại không (nhạc đệm) 6. Super Power (nhạc đệm) | Chính thức ra mắt với tư cách ca sĩ solo |
| 2nd | Hoa Yên Diệt - 花湮灭 - Ngày phát hành: 24 tháng 6, 2021 - Ngôn ngữ: tiếng Quan thoại - Công ty: Giải trí Long Thao - Hình thức: Album kỹ thuật số                  | 1. Hoa Yên Diệt (花湮滅) 2. Tiểu nhị (小二)                                                                                               | Album cổ trang                           |

#### Đĩa đơn
| Ngày phát hành       | Tên bài hát                          | Thông tin bài hát | MV | Ghi chú                                                                                              |
| -------------------- | ------------------------------------ | --- | -- | --- |
| 16 tháng 7, 2020     | Lắng nghe (Listen, 聆聽)             | - Nhạc và lời: Hoàng Tử Thao - Biên khúc: Daryl K Vương Khải Ngọc - Nhà sản xuất: Hoàng Tử Thao, Daryl K Vương Khải Ngọc - Công ty phát hành: Giải trí Long Thao                                             | ★  | Đĩa đơn kỹ thuật số cá nhân đầu tiên                                                                 |
| 29 tháng 9, 2020     | OMG                                  | - Nhạc và lời: MUNEE (KUCCI), Dương Tư Vũ - Biên khúc: Kidd - Nhà sản xuất: Chu Dĩ Lực - Công ty phát hành: Tencent Music                                                                                    | ★  | Trong kế hoạch đặc biệt "Như Sơ Chi Quang" của Tencent Music                                         |
| 25 tháng 12 năm 2020 | Giáng sinh tháng 12 (十二月的圣诞节) | - Lời: Trương Bằng Bằng, Hoàng Tử Thao - Nhạc: Trương Bằng Bằng, Hoàng Tử Thao - Biên khúc: Takahito Nakamura - Nhà sản xuất: Hoàng Tử Thao, Daryl K Vương Khải Ngọc - Công ty phát hành: Giải trí Long Thao |    | Ca khúc mừng giáng sinh, cùng Hoàng Tử Thao, Thạch Tỉ Đồng                                           |
| 8 tháng 1, 2021      | Pierrot                              | - Lời: Từ Nghệ Dương, Quách Đức Tử Nghị - Sáng tác: MUNA - Biên khúc: MUNA - Nhà sản xuất: Hoàng Tử Thao, Quách Thư Văn - Công ty phát hành: Giải trí Long Thao                                              |    | Được bao gồm trong mini album đầu tiên                                                               |
| 8 tháng 1, 2021      | Sẽ gặp lại không (Gravity)           | - Lời: Từ Nghệ Dương, Trương Bằng Bằng - Sáng tác: MUNA - Biên khúc: MUNA - Nhà sản xuất: Hoàng Tử Thao, Quách Thư Văn - Công ty phát hành: Giải trí Long Thao                                               | ★  | Được bao gồm trong mini album đầu tiên                                                               |
| 8 tháng 1, 2021      | Super Power                          | - Lời: Từ Nghệ Dương, Lâm Kiều - Sáng tác: JXL／Sergey Rybchinskiy - Biên khúc: JXL／Sergey Rybchinskiy - Nhà sản xuất: Hoàng Tử Thao, Daryl K Vương Khải Ngọc - Công ty phát hành: Giải trí Long Thao       |    | Được bao gồm trong mini album đầu tiên                                                               |
| 26 tháng 1 năm 2021  | Năm tháng đa cảm (善感之年)          | - Lời: Đoạn Tư Tư - Nhạc: Đan Dụ Long - Biên khúc: Đan Dụ Long - Nhà sản xuất: Đàm Toàn - Công ty phát hành: Tencent Music                                                                                   |    | Nhạc phim "Thầm yêu: Quốc Sinh Hoài Nam", cùng Dương Hạo Minh, La Kiệt, Ngô Trác Phàm, Trần Lạc Nhất |
| 17 tháng 7, 2021     | Dư Sinh Hữu Hạnh (余生有幸)          | - Lời: Lý Tuấn Nghi (Nghi Bảo) - Nhạc: Lý Tuấn Nghi (Nghi Bảo), Thường Vĩ - Biên khúc: Chung Cường - Nhà sản xuất: Chu Vân Biên - Công ty phát hành: Chiết Giang Yihei Culture Media                         |    | Nhạc phim "Tình yêu dành cho em rất đẹp"                                                             |
| 13 tháng 9 năm 2021  | Có cậu (有你)                        | - Lời: Lưu Hiểu Phong / JunoDee - Nhạc: Trịnh Băng Băng - Biên khúc: Wing@RC Studios / Tiểu Xuyên - Nhà sản xuất: Eliot Lee - Công ty phát hành: Giải trí Long Thao                                          |    | Bài hát mừng sinh nhật                                                                               |
| 07 tháng 10 năm 2021 | Dần thay đổi (渐变)                  | - Nhạc và lời: Lộ Kha - Nhà sản xuất: Bách Xuyên Rebellious - Công ty phát hành: NetEase Cloud Music, Vân Thượng Studio                                                                                      |    | |

## Chương trình tạp kỹ
| Thời gian  | Kênh           | Tựa đề                                             | Tựa đề tiếng Trung    | Ghi chú                       |
| ---------- | -------------- | -------------------------------------------------- | --------------------- | ----------------------------- |
| 21-10-2018 | Dragon TV      | Trung Quốc Mộng Chi Thanh - Trạm kế tiếp truyền kỳ | 中国梦之声·下一站传奇 | Tham gia cùng nhóm LEGAL HIGH |
| 02-02-2019 | Dragon TV      | Không ngờ đến chứ                                  | 没想到吧              | Khách mời tập 9               |
| 02-10-2019 | Tencent Video  | Trò chơi Siêu Tân Tinh mùa 2                       | 超新星运动会第二季    | Khách mời cố định             |
| 02-05-2020 | Tencent Video  | Sáng tạo doanh 2020                                | 创造营2020            | Thí sinh dự thi (xếp thứ 8)   |
| 07-08-2020 | Sohu TV        | The Amazing Idol                                   | 抱走吧爱豆            | Khách mời                     |
| 20-08-2020 | Sohu TV        | Đồng nghiệp của tôi là minh tinh                   | 我的同事是明星啊      | Khách mời                     |
| 23-08-2020 | Chiết Giang TV | Còn có thơ và phương xa                            | 还有诗和远方          | Khách mời tập 3               |
| 30-08-2020 | Tencent Video  | Tay chơi trào lưu đâu rồi                          | 潮玩人类在哪里        | Khách mời tập 4               |
| 06-09-2020 | Tencent Video  | Tay chơi trào lưu đâu rồi                          | 潮玩人类在哪里        | Khách mời tập 5               |
| 02-10-2020 | Dragon TV      | Hoa dạng thực tập sinh mùa 2                       | 花样实习生第二季      | Khách mời tập 12              |
| 16-10-2020 | Tencent Video  | Lạc Địa Thành Song                                 | 落地成双              | Khách mời tập 2               |
| 17-10-2020 | Youku          | Đây chính là Slamdunk 3                            | 这！就是灌篮 第三季   | Khách mời cố định             |
| 04-12-2020 | Hồ Nam TV      | Quả bóng điên cuồng                                | 疯狂的球球            | Khách mời tập 3               |
| 24-12-2020 | Chiết Giang TV | Mỹ vị dạ hành hiệp                                 | 美味夜行侠            | Khách mời tập 3               |
| 07-01-2021 | Chiết Giang TV | Mỹ vị dạ hành hiệp                                 | 美味夜行侠            | Khách mời tập 4               |
| 26-03-2021 | Chiết Giang TV | Thanh âm trời ban mùa 2                            | 天赐的声音第二季      | Khách mời tập 11              |
| 28-03-2021 | Hồ Nam TV      | Ngày ngày tiến lên                                 | 天天向上              | Người tham gia                |
| 12-06-2021 | Hồ Bắc TV      | Hội đàm phi chính thức mùa 6                       | 非正式会谈第六季      | Khách mời                     |
| 16-07-2021 | IQIYI          | Manh thám tra án                                   | 萌探探探案            | Khách mời                     |

## Giải thưởng
| Thời gian  | Lễ trao giải                                | Giải thưởng                   | Kết quả   | Ghi chú         | Tham khảo |
| ---------- | ------------------------------------------- | ----------------------------- | --------- | --------------- | --------- |
| 25-03-2019 | Đông Phương Phong Thần Bảng                 | Người mới xuất sắc nhất       | Đoạt giải | cùng LEGAL HIGH | [ 5 ]     |
| 10-12-2020 | Lễ trao giải MAHB (Esquire Man At His Best) | Tân binh của năm              | Đoạt giải |                 | [ 11 ]    |
| 21-12-2020 | Giải Thưởng Weibo Tống Nghệ 2020            | Ngôi sao mới phổ biến         | Đoạt giải |                 |           |
| 14-08-2021 | The Rayli Trend Awards                      | Nữ nghệ sĩ được mong đợi nhất | Đoạt giải |                 | [ 22 ]    |